# Mikołaj Kościelecki (biskup chełmski)
Mikołaj Kościelecki ze Skępego herbu Ogończyk (ur. 1450, zm. 4 maja 1518 w Skępem) – biskup chełmski od 1505, sekretarz królewski, starosta inowrocławski.
Był synem Mikołaja Kościeleckiego, wojewody brzesko-kujawskiego i starosty dobrzyńskiego. 
Po studiach w Akademii Krakowskiej, został w 1469 kanonikiem gnieźnieńskim, w 1478 był już prepozytem włocławskim. W 1475 został starostą inowrocławskim. W 1476 jako sekretarz królewski posłował do książąt pomorskich Warcisława X i Bogusława X. W 1487 był posłem królewskim do wielkiego mistrza zakonu krzyżackiego. W 1489 został kanonikiem krakowskim. W 1494 został dziekanem gnieźnieńskim. Brał udział w wielu misjach dyplomatycznych m.in. był przedstawicielem królów Polski na sejmie stanów pruskich. Już jako biskup chełmski wziął udział w 1512 w koronacji polskiej królowej Barbary. Był właścicielem m.in. Skępego. W 1498 roku wraz z Mikołajem Kościeleckim, kasztelanem inowrocławskim, sprowadził do 
Skępego bernardynów z Koła i rozpoczął budowę kościoła i klasztoru. W 1511 roku za zgodą biskupa płockiego konsekrował klasztor bernardynów w Skępem. W podziemiach wybudował rodzinny grobowiec. Wycofał się z życia politycznego i osiadł w klasztorze ojców bernardynów w Skępem. Z bratankiem Mikołajem Kościeleckim dokonał w zapisów na rzecz skępskich bernardynów. Zobowiązał swego bratanka do dokończenia budowy klasztoru i na ten cel zapisał mu kwotę 1000 florenów. Zmarł w 1518 roku w Skępem.